# Parìa giacobita
Dopo la deposizione ad opera del parlamento inglese nel febbraio del 1689, re Giacomo II d'Inghilterra e i suoi successori continuarono a creare altri pari e baronetti, nobilitando persone a loro piacimento in quanto ricusavano la deposizione operata dagli oppositori del loro governo autocratico. Tali titoli non vennero mai riconosciuti dal Parlamento inglese né tantomeno dagli altri pari, ma vennero utilizzati nei circoli giacobiti dell'Europa continentale e vennero anche riconosciuti da Francia, Spagna e Stato Pontificio.

## Creazioni del 1689
I sette pari inglesi (Duca di Tyrconnell, Visconte Kenmare, Visconte Mountcashell, Visconte Mount Leinster, Barone Bourke, Barone Nugent, Barone Fitton di Gawsworth) creati da Giacomo II nel 1689 si trovano in una posizione legale anomala, persino in tempi successivi alla loro concessione. Egli venne costretto ad abdicare dai troni d'Inghilterra e Scozia nel dicembre del 1688, ma l'Irlanda continuò ad emanare decreti in suo nome sino all'agosto del 1689.
Secondo la norma inglese un'assegnazione, per quanto fatta da un re non in linea con la politica del paese, se egli è regolarmente al trono, deve essere mantenuta valida; tuttavia un'altra legge stabiliva che il re d'Inghilterra era anche re d'Irlanda automaticamente dal XVI secolo e già Guglielmo III d'Inghilterra venne incoronato l'11 aprile 1689, facendo intendere quindi Giacomo II come decaduto.
Quattro dei sette favoriti morirono senza eredi maschi diretti; due (se considerati validi) vennero uniti a delle preesistenti contee irlandesi e l'erede del I visconte Kenmare si vide garantito il medesimo titolo da re Giorgio III nel 1798. La questione sulla validità di tali titoli è ancora oggi fortemente discussa.

## Duchi

### Duchi nella parìa d'Inghilterra
| Titolo                 | Data di creazione         | Cognome   | Status attuale                       | Note |
| ---------------------- | ------------------------- | --------- | ------------------------------------ | --- |
| Duca di Powis          | 12 gennaio 1689           | Herbert   | estinto l'8 marzo 1748               | per William Herbert, I marchese di Powis                                                                      |
| Duca di Albemarle      | 13 gennaio 1696           | FitzJames | estinto il 27 dicembre 1702          | per Henry FitzJames, figlio illegittimo di re Giacomo II. Tenne anche il titolo di Gran Priore d'Inghilterra. |
| Duca di Northumberland | 22 dicembre 1716          | Wharton   | estinto il 31 maggio 1731            | per Philip Wharton, VI barone Wharton ("II marchese di Wharton")                                              |
| Duca di Albemarle      | 3 novembre 1721           | Granville | estinto il 2 luglio 1776             | per George Granville ("I barone Lansdowne")                                                                   |
| Duca di Arran          | 2 gennaio 1722            | Butler    | estinto il 17 dicembre 1758          | per Charles Butler ("I conte di Arran"), anche III duca di Ormonde dal 16 novembre 1745                       |
| Duca di Strafford      | 5 gennaio 1722            | Wentworth | estinto il 10 marzo 1791             | per Thomas Wentworth,. III barone Raby ("I conte di Strafford")                                               |
| Duca di York           | poco dopo il 6 marzo 1725 | Stuart    | unito alla corona il 31 gennaio 1788 | per il principe Enrico Benedetto Stuart, poi cardinale                                                        |

### Duchi nella parìa di Scozia
| Titolo                            | Data di creazione         | Cognome  | Status attuale                            | Note |
| --------------------------------- | ------------------------- | -------- | ----------------------------------------- | --- |
| Duca di Melfort                   | 17 aprile 1692            | Drummond | estinto o quiescente dal 28 febbraio 1902 | per il I conte di Melfort, anche Duca di Perth dal 2 luglio 1800 |
| Duca di Perth                     | prima del 17 ottobre 1701 | Drummond | esistente                                 | per il IV conte di Perth, anche Duca di Melfort dal 2 luglio 1800 al 28 febbraio 1902 |
| Duca di Mar                       | 22 ottobre 1715           | Erskine  | esistente                                 | per il XXIII conte di Mar |
| Duca di Rannoch                   | 1º febbraio 1717          | Murray   | esistente                                 | per William, conte di Tullibardine ("Marchese titolare di Tullibardine", e dopo il 9 luglio 1724 "II Duca titolare di Atholl", titolo col quale venne maggiormente conosciuto tra i giacobiti) |
| Duca di St Andrews e Castelblanco | 4 febbraio 1717           | de Rozas | quiescente                                | per José de Rozas, conte di Castelblanco, Cavaliere dell'Ordine di Alcantara, Capitano Generale del Guatemala, genero del I Duca di Melfort (vedi sopra)                                       |
| Duca di Inverness                 | 4 aprile 1727             | Hay      | estinto nel 1740                          | per John Hay di Cromlix, creato Conte di Inverness il 5 ottobre 1718 |
| Duca di Fraser                    | 14 marzo 1740             | Fraser   | estinto l'8 dicembre 1815                 | per l'XI lord Lovat |
| Duchessa di Albany                | 24 marzo 1783 o dopo      | Stuart   | estinto il 14 novembre 1789               | per Charlotte, figlia illegittima di re "Carlo III", avuta da Clementina Walkinshaw |

### Duchi nella parìa d'Irlanda
| Titolo             | Data di creazione | Cognome | Status attuale            | Note                                      |
| ------------------ | ----------------- | ------- | ------------------------- | ----------------------------------------- |
| Duca di Tyrconnell | 30 marzo 1689     | Talbot  | estinto il 14 agosto 1691 | per Richard Talbot, I conte di Tyrconnell |
| Duca di Mar        | 13 dicembre 1722  | Erskine | estinto il 16 marzo 1766  | anche Duca di Mar nella parìa di Scozia   |

## Marchesi

### Marchesi nella parìa d'Inghilterra
| Titolo                    | Data di creazione | Cognome   | Status attuale             | Note                                          |
| ------------------------- | ----------------- | --------- | -------------------------- | --------------------------------------------- |
| Marchese di Montgomery    | 12 gennaio 1689   | Herbert   | estinto il 22 ottobre 1745 | titolo sussidiario del Duca di Powis          |
| Marchese di Trelissick    | 20 giugno 1715    | Paynter   | estinto dal XVIII secolo   | per James Paynter, gentiluomo.                |
| Marchese di Woburn        | 22 dicembre 1716  | Wharton   | estinto il 31 maggio 1731  | titolo sussidiario del Duca di Northumberland |
| Marchese Monk e Fitzhemon | 3 novembre 1721   | Granville | estinto il 2 luglio 1776   | titolo sussidiario del Duca di Albemarle      |

### Marchesi nella parìa di Scozia
| Titolo               | Data di creazione         | Cognome   | Status attuale              | Note                                                                                               |
| -------------------- | ------------------------- | --------- | --------------------------- | -------------------------------------------------------------------------------------------------- |
| Marchese di Seaforth | circa 1690                | Mackenzie | estinto l'11 gennaio 1815   | per il IV conte di Seaforth                                                                        |
| Marchese di Forth    | 17 aprile 1692            | Drummond  | estinto il 28 febbraio 1902 | titolo sussidiario del Duca di Melfort                                                             |
| Marchese di Drummond | prima del 17 ottobre 1701 | Drummond  | esistente                   | titolo sussidiario del Duca di Perth                                                               |
| Marchese di Kenmure  | 1707                      | Gordon    | quiescente o estinto        | anche Visconte di Kenmure                                                                          |
| Marchese di Stirling | 22 ottobre 1715           | Erskine   | esistente                   | titolo sussidiario del Duca di Mar. Questo titolo viene talvolta indicato come "Marchese Erskine". |
| Marchese di Blair    | 1º febbraio 1717          | Murray    | esistente                   | titolo sussidiario del Duca di Rannoch                                                             |
| Marchese di Borland  | 4 febbraio 1717           | de Rozas  | quiestente                  | titolo sussidiario del Duca di St Andrews e Castelblanco                                           |
| Marchese di Beaufort | 14 marzo 1740             | Fraser    | estinto l'8 dicembre 1815   | titolo sussidiario del Duca di Fraser                                                              |

### Marchesi nella parìa d'Irlanda
| Titolo                 | Data di creazione | Cognome | Status attuale             | Note                                      |
| ---------------------- | ----------------- | ------- | -------------------------- | ----------------------------------------- |
| Marchese di Tyrconnell | 30 marzo 1689     | Talbot  | estinto dal 14 agosto 1691 | titolo sussidiario del Duca di Tyrconnell |

## Conti

### Conti nella parìa d'Inghilterra
| Titolo                | Data di creazione                         | Cognome    | Status attuale                                     | Note |
| --------------------- | ----------------------------------------- | ---------- | -------------------------------------------------- | --- |
| Conte di Dover        | luglio 1689                               | Jermyn     | estinto il 6 aprile 1708                           | anche I Barone Dover e III Barone Jermyn di St. Edmundsbury                                                                                          |
| Conte di Portland     | 1690                                      | Herbert    | estinto il 5 novembre 1698                         | |
| Conte di Tenterden    | 3 maggio 1692                             | Hales      | estinto il 15 marzo 1829                           | |
| Conte di Rochford     | 13 gennaio 1696                           | FitzJames  | estinto il 27 dicembre 1702                        | titolo sussidiario del Duca di Albemarle |
| Conte di Monmouth     | tra il 16 settembre ed il 17 ottobre 1701 | Middleton  | estinto nel febbraio del 1747                      | Creato per Charles Middleton, II conte di Middleton nella Parìa di Scozia, Segretario di Stato di Giacomo II d'Inghilterra e poi di "Giacomo III"    |
| Conte di Macclesfield | 1716                                      | Dorrington | estinto nel 1841                                   | |
| Contessa di Jersey    | aprile 1716                               | Villiers   | estinto circa nel 1735                             | Titolo garantito a vita |
| Conte di Jersey       | april 1716                                | Villiers   | esistente                                          | Creato per William Villiers, "II conte di Jersey", titolato della "Contea di Jersey" creata da Guglielmo di Orange-Nassau ("Guglielmo III") nel 1697 |
| Conte Bolingbroke     | 26 luglio 1716                            | St John    | estinto il 12 dicembre 1751                        | Creato per Henry St. John, Segretario di Stato della regina Anna di Gran Bretagna, dalla quale venne creato "Visconte Bolingbroke" nel 1712          |
| Conte di Malmesbury   | 22 dicembre 1716                          | Wharton    | estinto il 31 maggio 1731                          | titolo sussidiario del Duca di Northumberland |
| Conte di Mar          | 10 novembre 1717                          | Erskine    | estinto il 16 marzo 1766                           | vedi anche Duca di Mar in Scozia |
| Conte di Chester      | poco dopo il 31 dicembre 1720             | Stuart     | unito alla corona il 1º gennaio 1766               | titolo sussidiario del Principe di Galles |
| Conte North           | marzo 1721                                | North      | estinto alla morte dell'insignito il 31 marzo 1734 | anche VI Barone North di Kirleton e Barone Grey di Rolleston                                                                                         |
| Conte di Bath         | 6 ottobre 1721                            | Granville  | quiescente dal 2 luglio 1776                       | anche Duca di Albemarle dal 3 novembre 1721 |
| Conte di Bath         | 3 novembre 1721                           | Granville  | estinto il 2 luglio 1776                           | titolo sussidiario del Duca di Albemarle |
| Conte di Falkland     | 13 dicembre 1722                          | Cary       | esistente                                          | anche Visconte Falkland nella Parìa di Scozia |
| Conte di Westminster  | 12 agosto 1759                            | Murray     | esistente                                          | anche Lord Elibank nella Parìa di Scozia dal 27 febbraio 1778                                                                                        |

### Conti nella Parìa di Scozia
| Titolo                           | Data di creazione               | Cognome           | Status attuale               | Note |
| -------------------------------- | ------------------------------- | ----------------- | ---------------------------- | --- |
| Contessa di Almond               | 13 gennaio 1689                 | Davia-Montecuculi | estinto nell'aprile del 1703 | titolo di contessa a vita |
| Conte di Fortrose                | circa 1690                      | Mackenzie         | estinto l'11 gennaio 1815    | titolo sussidiario del Marchese di Seaforth |
| Conte di Isla e Burntisland      | 17 aprile 1692                  | Drummond          | estinto il 28 febbraio 1902  | titolo sussidiario del Duca di Melfort |
| Conte di Almond                  | 12 aprile 1698                  | Davia             | sconosciuto                  | per il marito della Contessa di Almond (vedi sopra) |
| Conte di Stobhall                | prima del 17 ottobre 1701       | Drummond          | esistente                    | titolo sussidiario del Duca di Perth |
| Conte di Dundee                  | poco prima del 12 novembre 1705 | Gualterio         | esistente                    | anche Marchese di Corgnolo, presso Orvieto (creato nel 1723 da papa Innocenzo XIII), patrizio di Roma e di Orvieto, nobile di Viterbo e Loreto; tra il 1713 ed il 1720, anche Duca di Cumia, presso Messina (creato da Filippo V di Spagna) |
| Conte di Kildrummie              | 22 ottobre 1715                 | Erskine           | esistente                    | titolo sussidiario del Duca di Mar |
| Conte di Glen Tilt               | 1º febbraio 1717                | Murray            | esistente                    | titolo sussidiario del Duca di Rannoch |
| Conte di Fordan                  | 4 febbraio 1717                 | de Rozas          | quiescente                   | titolo sussidiario del Duca di St Andrews e Castelblanco |
| Conte di Inverness               | 5 ottobre 1718                  | Hay               | estinto nel 1740             | anche Duca di Inverness dal 4 aprile 1727 |
| Conte di Dunbar                  | 2 febbraio 1721                 | Murray            | esistente                    | dal 23 luglio 1745 anche Visconte di Stormont (creato nel 1621), Lord Scone (creato nel 1605) e Lord Balvaird (creato nel 1641, tutti nella Parìa di Scozia). Dal 20 marzo 1793, anche "Conte titolare di Mansfield"(creato nel 1792 dall'Elettore di Hannover, Giorgio III. Dal 13 giugno 1843, "Conte di Mansfield e Mansfield" (creato nel 1776 nella "Parìa di Gran Bretagna".). |
| Conte di Dillon                  | 24 giugno 1721                  | Dillon            | esistente                    | anche Visconte Dillon di Costello Gallen nella Parìa d'Irlanda (creato nel 1622) dal 5 febbraio 1733 |
| Conte di Nairne                  | 24 giugno 1721                  | Murray            | esistente                    | anche Lord Nairne (creatp nel 1681) sino al 7 dicembre 1837, poi Conte di Dunmore (creato nel 1686) |
| Conte di Stratherrick e Abertarf | 14 marzo 1740                   | Fraser            | estinto l'8 dicembre 1815    | titolo sussidiario del Duca di Fraser |
| Conte di Alford                  | 20 gennaio 1760                 | Graeme            | estinto il 3 gennaio 1773    | |

### Conti nella parìa d'Irlanda
| Titolo                            | Data di creazione | Cognome    | Status attuale              | Note                                           |
| --------------------------------- | ----------------- | ---------- | --------------------------- | ---------------------------------------------- |
| Conte di Lucan                    | gennaio 1691      | Sarsfield  | estinto il 12 maggio 1719   |                                                |
| Conte di Newcastle                | 1692              | Butler     | estinto il 18 giugno 1740   | anche Visconte Galmoye nella Parìa d'Irlanda.  |
| Contessa Oglethorpe di Oglethorpe | 9 novembre 1722   | Oglethorpe | estinto nel 1756            |                                                |
| Conte di Browne                   | 12 aprile 1726    | Browne     | estinto il 19 dicembre 1803 | anche Conte di Browne del Sacro Romano Impero. |
| Conte di Moenmoyne                | 1746              | Lally      | estinto l'11 marzo 1830     |                                                |
| Conte Walsh                       | 20 ottobre 1745   | Walsh      | estinto il 26 ottobre 1884  |                                                |
| Conte di Lismore                  | 11 ottobre 1746   | O'Brien    | estinto prima del 1789      |                                                |

## Visconti

### Visconti nella Parìa d'Inghilterra
| Titolo              | Data di creazione                         | Cognome   | Status attuale               | Note |
| ------------------- | ----------------------------------------- | --------- | ---------------------------- | --- |
| Visconte Preston    | 21 gennaio 1689                           | Graham    | estinto nel 1739             | anche Visconte Preston di Haddington nella Parìa di Scozia (creato nel 1682)                                                           |
| Visconte Cheveley   | 9 luglio 1689                             | Jermyn    | estinto il 6 aprile 1708     | titolo sussidiario del Conte di Dover                                                                                                  |
| Visconte Tunstall   | 3 maggio 1692                             | Hales     | estinto il 15 marzo 1829     | titolo sussidiario del Conte di Tenterden                                                                                              |
| Visconte Clermont   | tra il 16 settembre ed il 17 ottobre 1701 | Middleton | estinto nel febbraio 1747    | titolo sussidiario del Conte di Monmouth                                                                                               |
| Visconte Dartford   | aprile 1716                               | Villiers  | esistente                    | titolo sussidiario del Conte di Jersey                                                                                                 |
| Visconte Winchendon | 22 dicembre 1716                          | Wharton   | estinto il 31 maggio 1731    | titolo sussidiario del Duca di Northumberland                                                                                          |
| Visconte Bevel      | 6 ottobre 1721                            | Granville | quiescente dal 2 luglio 1776 | titolo sussidiario del Conte di Bath                                                                                                   |
| Visconte Bevel      | 3 novembre 1721                           | Granville | estinto dal 2 luglio 1776    | titolo sussidiario del Duca di Albemarle                                                                                               |
| Visconte Goring     | 2 gennaio 1722                            | Goring    | esistente                    | anche Baronetto Goring, di Burton, contea di Sussex (Baronettaggio d'Inghilterra), regredito nel 1678 con precedenza il 14 maggio 1622 |

### Visconti nella Parìa di Scozia
| Titolo                            | Data di creazione               | Cognome   | Status attuale                  | Note                                                     |
| --------------------------------- | ------------------------------- | --------- | ------------------------------- | -------------------------------------------------------- |
| Visconte di Rickerton             | 17 aprile 1692                  | Drummond  | quiescente dal 28 febbraio 1902 | titolo sussidiario del Duca di Melfort                   |
| Visconte di Moneydie              | 12 aprile 1698                  | Davia     | sconosciuto                     | titolo sussidiario del Conte di Almond                   |
| Visconte di Cargill               | prima del 17 ottobre 1701       | Drummond  | esistente                       | titolo sussidiario del Duca di Perth                     |
| Visconte di Aytoun                | poco prima del 12 novembre 1705 | Gualterio | esistente                       | titolo sussidiario del Conte di Dundee                   |
| Visconte di Garioch               | 22 ottobre 1715                 | Erskine   | esistente                       | titolo sussidiario del Duca di Mar                       |
| Visconte di Glenshie              | 1º febbraio 1717                | Murray    | esistente                       | titolo sussidiario del Duca di Rannoch                   |
| Visconte di The Bass              | 4 febbraio 1717                 | de Rozas  | quiescente                      | titolo sussidiario del Duca di St Andrews e Castelblanco |
| Visconte di Innerpaphrie          | 5 ottobre 1718                  | Hay       | estinto nel 1740                | titolo sussidiario del Conte di Inverness                |
| Visconte di Drumcairn             | 2 febbraio 1721                 | Murray    | esistente                       | titolo sussidiario del Conte di Dunbar                   |
| Visconte di Stanley               | 24 giugno 1721                  | Murray    | esistente                       | titolo sussidiario del Conte di Nairne                   |
| Visconte della Aird e Strathglass | 14 marzo 1740                   | Fraser    | estinto l'8 dicembre 1815       | titolo sussidiario del Duca di Fraser                    |
| Visconte di Falkirk               | 20 gennaio 1760                 | Graeme    | estinto il 3 gennaio 1773       | titolo sussidiario del Conte di Alford                   |

### Visconti nella Parìa d'Irlanda
| Titolo                  | Data di creazione | Cognome   | Status attuale                         | Note |
| ----------------------- | ----------------- | --------- | -------------------------------------- | --- |
| Visconte Mountcashell   | 1º maggio 1689    | MacCarty  | estinto il 1º luglio 1694              | creato per il Luogotenente Generale Justin MacCarthy.                                                                                      |
| Visconte Kenmare        | 20 maggio 1689    | Browne    | estinto nel 1952                       | anche Baronetto di Killarney, Contea di Kerry (creato nel 1622 da Giacomo I)                                                               |
| Visconte Mount Leinster | 23 agosto 1689    | Cheevers  | estinto nel 1709                       | creato per Edward Cheevers, aiutante di campo di Giacomo II durante la Battaglia di le Boyne. Cognato di Patrick Sarsfield, conte di Lucan |
| Visconte Cahiravahilla  | 1689 o 1690       | Roche     | estinto il 5 giugno 1807, o quiescente | |
| Visconte Tully          | gennaio 1691      | Sarsfield | estinto il 12 maggio 1719              | titolo sussidiario del Conte di Lucan |
| Visconte Dillon         | 1º febbraio 1717  | Dillon    | esistente                              | elevato a Conte di Dillon,1721 nella Parìa di Scozia                                                                                       |
| Visconte Everard        | 20 giugno 1723    | Everard   | estinto nel 1740                       | anche Baronetto di Fethard, Contea di Tipperary (creato nel 1622 da Giacomo I)                                                             |
| Visconte Breffney       | 31 luglio 1731    | O'Rourke  | estinto alla morte dell'insignito      | creato per Owen (o Audeonus o Eugenius) O'Rourke, ambasciatore di "Giacomo III" alla corte imperiale di Vienna                             |
| Visconte Breffney       | luglio 1742       | O'Rourke  | quiescente dal XVIII secolo            | vedi sopra. Nuova patente con riferimenti al cugino dell'insignito, Constantine O'Rourke, conte dell'Impero russo, ed i suoi eredi maschi. |
| Visconte Ballymole      | 1746              | Lally     | estinto l'11 marzo 1830                | titolo sussidiario del Conte di Moenmoyne                                                                                                  |
| Visconte Tallow         | 11 ottobre 1746   | O'Brien   | estinto prima del 1789                 | titolo sussidiario del Conte di Lismore |

## Baroni e Lords del Parlamento

### Baroni nella Parìa d'Inghilterra
| Titolo                                | Data di creazione        | Cognome    | Status attuale               | Note                                                                                                   |
| ------------------------------------- | ------------------------ | ---------- | ---------------------------- | --- |
| Barone Liddal di Esk                  | 21 gennaio 1689          | Graham     | estinto nel 1739             | titolo sussidiario del Visconte Preston                                                                |
| Barone Jermyn di Royston              | 9 luglio 1689            | Jermyn     | estinto il 6 aprile 1708     | titolo sussidiario del Conte di Dover                                                                  |
| Barone Ipswich                        | 9 luglio 1689            | Jermyn     | estinto il 6 aprile 1708     | titolo sussidiario del Conte di Dover                                                                  |
| Barone Cleworth                       | 7 agosto 1689            | Drummond   | estinto il 28 febbraio 1902  | anche Conte di Melfort in Scozia, Duca di Melfort dal 17 aprile 1692 e Duca di Perth dal 2 luglio 1800 |
| Barone Hales di Emley                 | 3 maggio 1692            | Hales      | estinto il 15 marzo 1829     | titolo sussidiario del Conte di Tenterden                                                              |
| Barone Romney                         | 13 gennaio 1696          | FitzJames  | estinto il 17 dicembre 1702  | titolo sussidiario del Duca di Albemarle                                                               |
| Barone Caryll di Durford              | Prima de 29 gennaio 1698 | Caryll     | estinto nel 1788             | |
| Barone Hoo                            | aprile 1716              | Villiers   | esistente                    | titolo sussidiario del Conte di Jersey                                                                 |
| Barone Cottington di Fonthill Gifford | 1717                     | Cottington | estinto nel 1758             | |
| Barone..                              | 10 novembre 1717         | Erskine    | estinto dal 16 marzo 1766    | titolo sussidiario del Conte di Mar (nella Parìa d'Inghilterra)                                        |
| Barone Oglethorpe                     | 20 dicembre 1717         | Oglethorpe | estinto il 1º luglio 1785    | |
| Barone Lansdown                       | 6 ottobre 1721           | Granville  | quiescente dal 2 luglio 1776 | titolo sussidiario del Conte di Bath                                                                   |
| Barone Lansdown di Bideford           | 3 novembre 1721          | Granville  | estinto dal 2 luglio 1776    | titolo sussidiario del Duca di Albemarle                                                               |
| Barone Bullinghel                     | 2 gennaio 1722           | Goring     | esistente                    | titolo sussidiario del Visconte Goring                                                                 |
| Barone Hay                            | 3 aprile 1727            | Hay        | estinto nel 1740             | anche Conte di Inverness in Scozia, Duca di Inverness dal 4 aprile 1727                                |
| Barone Devereux della Neve            | 1 Maggio 1721            | Di Bella   | Quiescente                   | |

### Lords del Parlamento nella Parìa di Scozia
| Titolo                         | Data di creazione         | Cognome                  | Status attuale              | Note |
| ------------------------------ | ------------------------- | ------------------------ | --------------------------- | --- |
| Lord Castlemains e Galston     | 17 aprile 1692            | Drummond                 | estinto il 28 febbraio 1902 | titolo sussidiario del Duca di Melfort |
| Lord Davia                     | 12 aprile 1698            | Davia                    | sconosciuto                 | titolo sussidiario del Conte di Almond |
| Lord Concraig                  | prima del 17 ottobre 1701 | Drummond                 | esistente                   | titolo sussidiario del Duca di Perth |
| Lord Sempill di Dykehead       | 1712                      | Sempill                  | estinto il 9 dicembre 1748  | |
| Lord Alloa, Ferriton e Forrest | 22 ottobre 1715           | Erskine                  | esistente                   | titolo sussidiario del Duca di Mar |
| Lady Clanranald                | 28 settembre 1716         | Mackenzie                | estinto nel 1743            | |
| Lord di Clanranald             | 28 settembre 1716         | Macdonald di Clanranald  | esistente                   | |
| Lord MacLeod                   | 8 dicembre 1716           | MacLeod of MacLeod       | esistente                   | |
| Lord MacDonell                 | 9 dicembre 1716           | MacDonell of Glengarry   | esistente                   | |
| Lord Maclean                   | 17 dicembre 1716          | Maclean                  | esistente                   | anche Baronetto, di Morvaren (o Morvern) nella Contea di Argyll, nel Baronettaggio della Nuova Scozia creato il 3 settembre 1631 |
| Lord Sleat                     | 23 dicembre 1716          | MacDonald                | esistente                   | anche Baronetto Macdonald di Sleat nell'Isola di Skye nel Baronettaggio della Nuova Scozia, creato il 28 maggio 1625 ("Barone titolare Macdonalds di Slate" nella Contea di Antrim nella Parìa d'Irlanda, creato nel 1776, tra il 1766 ed il 1832) |
| Lord Lochiel                   | 27 gennaio 1717           | Cameron di Lochiel       | esistente                   | |
| Lord Strathbran                | 1º febbraio 1717          | Murray                   | esistente                   | titolo sussidiario del Duca di Rannoch |
| Lord Divron                    | 4 febbraio 1717           | de Rozas                 | quiescente                  | titolo sussidiario del Duca di St Andrews e Castelblanco |
| Lord Cromlix e Erne            | 5 ottobre 1718            | Hay                      | estinto nel 1740            | titolo sussidiario del Conte di Inverness |
| Lord Mackintosh                | 21 gennaio 1721           | Mackintosh di Mackintosh | esistente                   | |
| Lord Haldykes                  | 2 febbraio 1721           | Murray                   | esistente                   | titolo sussidiario del Conte di Dunbar |
| Lord Grant                     | 24 giugno 1721            | Grant di Grant           | esistente                   | Titolo per il capo del Clan Grant, il quale successivamente supportò la Casa di Hannover. Anche baronetto della Nuova Scozia, di Colquhoun di Colquhoun (creato nel 1625). Dal 5 ottobre 1811, il IV lord Grant e IX baronetto di Colquhoun, succedette come "V Conte di Seafield, visconte di Reidhaven e lord Ogilvie di Deskford e Cullen" (creati nel 1701 da Guglielmo III, ma i titoli rimasero uniti alla signoria di Grant sino al 12 novembre 1915, quando gli onori di lord Grant e capo del clan Grant, assieme al titolo di baronetto di Colquhoun, passarono al "IV Barone Strathspey di Strathspey" (creato nel 1884 dalla Regina Vittoria e dai suoi eredi. |
| Lord..                         | 24 giugno 1721            | Murray                   | esistente                   | titolo sussidiario del Conte di Nairne |
| Lord Fraser di Muchalls        | 20 luglio 1723            | Fraser                   | esistente                   | dal 13 dicembre 1792, questo titolo venne ereditato dal III Duca di Fraser e all'estinzione del ducato, l'8 dicembre 1815, passò al XIV lord Lovat ed ai suoi eredi. |
| Lord Lovat e Beauly            | 14 marzo 1740             | Fraser                   | estinto l'8 dicembre 1815   | titolo sussidiario del Duca di Fraser |
| Lord Appin                     | 6 giugno 1743             | Stewart di Appin         | esistente                   | l'attuale (2009) Lord è Andrew Francis Stewart di Lorn, Appin e Ardsheal, XVII lord di Appin e XII lord di Ardsheal (n. 1949) |
| Lord Newton                    | 20 gennaio 1760           | Graeme                   | estinto il 3 gennaio 1773   | titolo sussidiario del Conte di Alford |
| Lord Oliphant                  | 1760                      | Oliphant di Gask         | estinto nel 1847            | |

### Baroni nella Parìa d'Irlanda
| Titolo                       | Data di creazione | Cognome   | Status attuale                    | Note |  |
| ---------------------------- | ----------------- | --------- | --------------------------------- | --- |  |
| Barone Bourke di Bophin      | 2 aprile 1689     | Bourke    | estinto il 12 aprile 1916         | anche Conte di Clanricarde dal 1702 |  |
| Barone Nugent di Riverston   | 3 aprile 1689     | Nugent    | esistente                         | anche Conte di Westmeath dal 1871 |  |
| Barone Castleinch            | 1º maggio 1689    | MacCarty  | estinto il 1º luglio 1694         | titolo sussiiario del Visconte Mountcashell |  |
| Barone Fitton di Gawsworth   | 1º maggio 1689    | Fitton    | estinto nel novembre del 1698     | Creato per Alexander Fitton il quale era Lord Cancelliere d'Irlanda 1687-1690                                                                                      |  |
| Barone Castlerosse           | 20 maggio 1689    | Browne    | estinto nel 1952                  | titolo sussidiario del Visconte Kenmare |  |
| Barone Bannow                | 23 agosto 1689    | Cheevers  | estinto nel 1709                  | titolo sussidiario del Visconte Mount Leinster |  |
| Barone Tarbert               | 1689 o 1690       | Roche     | estinto il 5 giugno 1807          | titolo sussidiario del Visconte Cahiravahilla |  |
| Barone Loughmore             | 1690              | Purcell   | esistente                         | anche Barone di Loughmoe dal 1328 |  |
| Barone Rosberry              | gennaio 1691      | Sarsfield | estinto il 12 maggio 1719         | titolo sussidiario del Conte di Lucan |  |
| Barone Hooke di Hooke Castle | 19 febbraio 1708  | Hooke     | estinto il 20 agosto 1744         | creato per il Colonnello Nathaniel Hooke, inviato speciale di re "Giacomo III" presso Luigi XIV di Francia per preparare la poi fallita rivolta giacobita del 1708 |  |
| Barone Redmond               | 15 dicembre 1721  | Redmond   | estinto prima del 26 marzo 1732   | creato baronetto nel 1717 |  |
| Barone Macmahon              | 19 gennaio 1723   | Macmahon  | sconosciuto                       | |  |
| Barone Castle Lyons          | 17 marzo 1726     | O'Brien   | estinto prima del 1789            | anche Conte di Lismore dall'11 ottobre 1746 |  |
| Barone Mountany              | 12 aprile 1726    | Browne    | estinto il 19 dicembre 1803       | titolo sussidiario del Conte di Browne |  |
| Barone Bourke                | 3 febbraio 1727   | Bourke    | sconosciuto                       | |  |
| Barone Butler                | 1º aprile 1727    | Butler    | sconosciuto                       | |  |
| Barone O'Rourke              | 18 aprile 1727    | O'Rourke  | estinto alla morte dell'insignito | anche Visconte Breffney dal 31 luglio 1731 |  |
| Barone Crone                 | 16 febbraio 1728  | Crone     | sconosciuto                       | |  |
| Barone Carha                 | July 1742         | O'Rourke  | quiescente dal XVIII secolo       | titolo sussidiario del Visconte Breffney |  |
| Barone Tollendally           | 1746              | Lally     | extinct 11 March 1830             | subsidiary title of the Earl of Moenmoyne |  |

## Baronetti

### Baronetti d'Inghilterra
| Cognome   | Data di creazione | Status attuale                  | Note                                                            |
| --------- | ----------------- | ------------------------------- | --------------------------------------------------------------- |
| Ashton    | 8 novembre 1692   | sconosciuto                     |                                                                 |
| Ronchi    | 24 luglio 1715    | sconosciuto                     |                                                                 |
| Redmond   | 20 dicembre 1717  | estinto prima del 26 marzo 1732 | anche Barone Redmond nella Parìa d'Irlanda dal 15 dicembre 1721 |
| Ronchi    | 5 ottobre 1722    | sconosciuto                     |                                                                 |
| Connock   | 22 febbraio 1732  | sconosciuto                     |                                                                 |
| Constable | 17 settembre 1753 | sconosciuto                     |                                                                 |

### Baronetti della Nuova Scozia
| Cognome               | Data di creazione | Status attuale               | Note |
| --------------------- | ----------------- | ---------------------------- | --- |
| Nairne di Sandfurd    | 1719              | estinto dopo il gennaio 1740 | |
| MacLeod               | 5 settembre 1723  | esistente                    | |
| Robertson di Struan   | 1725              | esistente                    | creato per Alexander Robertson di Struan, XIII capo del Clan Donnachaidh e unico uomo a prendere parte a tutte e tre le fallite rivolte giacobite |
| Robertson di Fascally | 10 maggio 1725    | estinto nel XVIII secolo     | |
| Graeme                | 6 settembre 1726  | estinto il 3 gennaio 1773    | anche Conte di Alford dal 20 gennaio 1760 |
| Fforester             | 31 marzo 1729     | sconosciuto                  | |
| Ramsay                | 23 marzo 1735     | estinto il 6 maggio 1743     | conosciuto come "Chevalier Ramsay" |
| Lumisden              | 5 gennaio 1740    | estinto nel 1751             | |
| MacGregor             | 14 marzo 1740     | sconosciuto                  | creato per Alexander Macgregor Drummond di Balhaldie, eletto capo del Clan Gregor e distinto giacobita                                            |
| MacDonnell di Keppoch | 6 giugno 1743     | quiescente dal 1838          | |
| Hay                   | 31 gennaio 1747   | sconosciuto                  | |
| Edgar di Keithock     | 1759              | esistente                    | |
| Hay di Restalrig      | 31 dicembre 1766  | esistente                    | dopo il 1825, anche "Baronetto titolare di Alderston" (creato da Anna di Gran Bretagna nel 1703)                                                  |
| Stewart               | 4 novembre 1784   | sconosciuto                  | |

### Baronetti d'Irlanda
| Cognome    | Data di creazione | Status attuale            | Note                              |
| ---------- | ----------------- | ------------------------- | --------------------------------- |
| Lally      | 7 luglio 1707     | estinto l'11 marzo 1830   | anche Conte di Moenmoyne dal 1746 |
| Sherlock   | 9 dicembre 1716   | sconosciuto               |                                   |
| Wogan      | giugno 1719       | sconosciuto               |                                   |
| Higgins    | 6 maggio 1724     | sconosciuto               |                                   |
| Sheridan   | 17 marzo 1726     | estinto circa nel 1747    |                                   |
| O'Gara     | 2 maggio 1727     | estinto nel 1776          |                                   |
| Hely       | 28 giugno 1728    | sconosciuto               |                                   |
| Worth      | 12 settembre 1733 | sconosciuto               |                                   |
| Forstal    | 22 January 1734   | sconosciuto               |                                   |
| Gaydon     | 29 luglio 1743    | sconosciuto               |                                   |
| Butler     | 23 dicembre 1743  | sconosciuto               |                                   |
| Warren     | 3 novembre 1746   | estinto il 21 giugno 1775 |                                   |
| Rutledge   | 23 dicembre 1748  | sconosciuto               |                                   |
| O'Sullivan | 9 maggio 1753     | estinto 24 marzo 1895     |                                   |

## Cavalieri dell'Ordine della Giarrettiera e del Cardo

### Cavalieri dell'Ordine della Giarrettiera
| Nome                                                                                | Data di creazione       | Note |
| ----------------------------------------------------------------------------------- | ----------------------- | --- |
| Richard Talbot, duca di Tyrconnell                                                  | novembre 1690           | |
| Giacomo Principe di Galles, Duca di Cornovaglia e Rothesay                          | 19 aprile 1692          | Succedette come Sovrano dell'Ordine il 16 settembre 1701 |
| William Herbert, I duca di Powis                                                    | 19 aprile 1692          | |
| John Drummond, I duca di Melfort                                                    | 19 aprile 1692          | Creato cavaliere dell'Ordine del Cardo, 1687 |
| Antoine Nompar de Caumont, marchese di Puyguilhem, duca di Lauzun                   | 19 aprile 1692          | Duca e Pari di Francia, Maresciallo di Francia. Alla corte di re Giacomo II, 1685–1688, accompagnò la regina Maria Beatrice ed il principe di Galles in Francia nel dicembre del 1688. Con re Giacomo II in Irlanda, 1689-1691. Confidente della regina Maria Beatrice dopo il 1701. |
| Henry Fitz-James, duca di Albemarle                                                 | 1696                    | Gran Priore dell'Ordine di San Giovanni di Gerusalemme in Inghilterra |
| James Drummond, I duca di Perth                                                     | 21 giugno 1706          | Creato Cavaliere dell'Ordine del Carod, 1687 |
| Piers Butler, III visconte di Galmoye, I conte di Newcastle (nella Parìa d'Irlanda) | dopo il 26 gennaio 1715 | Nominato a succedere al duca di Melfort (vedi sopra) |
| John Erskine, I duca di Mar                                                         | 8 aprile 1716           | Creato "Cavaliere dell'Ordine del Cardo" dalla regina Anna di Gran Bretagna, 1706. Degradato nel 1715 |
| Carlo Edoardo, principe di Galles, duca di Cornovaglia e Rothesay                   | 25 dicembre 1722        | Succedette quale Sovrano dell'Ordine, 1º gennaio 1766 |
| James Douglas-Hamilton, V duca di Hamilton                                          | 30 luglio 1723          | Creato "Cavaliere dell'Ordine del Cardo" da Giorgio I, 1726 |
| Philip Wharton, duca di Northumberland                                              | 5 marzo 1726            | |
| James Fitz-James Stuart, conte di Tynemouth                                         | 3 aprile 1727           | Succedette quale II Duca di Berwick e II duca di Liria y Jérica, Grande di Spagna 1734 |
| Enrico Benedetto, duca di York                                                      | prima del 1729          | Cardinale di Santa Romana Chiesa, 1747. Succedette quale sovrano dell'Ordine, 31 gennaio 1788 |
| Daniel O'Brien, I conte di Lismore                                                  | novembre 1747           | |

### Cavalieri dell'Ordine del Cardo
| Nome                                                                        | Data di creazione       | Note                                                                                         |
| --------------------------------------------------------------------------- | ----------------------- | -------------------------------------------------------------------------------------------- |
| John Graham di Claverhouse, I visconte di Dundee                            | 1689                    |                                                                                              |
| Giacomo principe di Galles, duca di Cornovaglia e Rothesay                  | 1692                    | Succedette quale sovrano dell'Ordine, 16 settembre 1701                                      |
| Richard Maitland, IV conte di Lauderdale                                    | 1692                    |                                                                                              |
| James Seton, IV conte di Dunfermline                                        | 1692                    |                                                                                              |
| James Drummond, marchese di Drummond                                        | marzo 1705              | Succedette al padre quale II Duca di Perth, 11 maggio 1716                                   |
| Charles Hay, XIII conte di Erroll                                           | marzo 1705              |                                                                                              |
| William Keith, IX Conte Maresciallo                                         | febbraio 1708           |                                                                                              |
| Giovanni Battista Gualterio, I conte di Dundee                              | 10 maggio 1708          |                                                                                              |
| James Butler, II duca di Ormonde, III Lord Dingwall nella Parìa di Scozia   | 8 aprile 1716           | Creato cavaliere dell'Ordine della Giarrettiera da re Giacomo II, 1688. "Degradato" nel 1715 |
| James Maule, IV conte di Panmure                                            | 8 aprile 1716           |                                                                                              |
| William Mackenzie, II marchese di Seaforth                                  | prima del dicembre 1716 |                                                                                              |
| Arthur Dillon, I visconte Dillon (Inghilterra) e I conte di Dillon (Scozia) | 26 maggio 1722          |                                                                                              |
| Carlo Edoardo, principe di Galles, duca di Cornovaglia e Rothesay           | 25 dicembre 1722        | Succedette quale Sovrano dell'Ordine, 1º gennaio 1766                                        |
| George Keith, X conte Marischal                                             | 29 dicembre 1725        |                                                                                              |
| John Hay, I conte e I duca di Inverness                                     | 31 dicembre 1725        |                                                                                              |
| William Maxwell, V conte di Nithsdale                                       | 31 dicembre 1725        |                                                                                              |
| James Drummond, III duca di Perth                                           | 15 maggio 1739          |                                                                                              |
| James Douglas-Hamilton, V duca di Hamilton                                  | 27 luglio 1740          | Creato Cavaliere dell'Ordine della Giarrettiera, 1723 (vedi sopra)                           |
| Enrico Benedetto, duca di York                                              | Prima del 1742          | Succedette quale Sovrano dell'Ordine, 31 gennaio 1788                                        |
| John Caryll, III barone Caryll di Dunford (nella Paria d'Inghilterra)       | 1768                    | Segretario di Stato sotto "Carlo III"                                                        |
| Charlotte Stuart, duchessa di Albany                                        | 30 novembre 1784        |                                                                                              |